# Onthophagus biplagiatus
Onthophagus biplagiatus är en skalbaggsart som beskrevs av Thomson 1858. Onthophagus biplagiatus ingår i släktet Onthophagus och familjen bladhorningar. Inga underarter finns listade i Catalogue of Life.